# Маріка Рек
Маріка Рек (нім. Marika Rökk; *3 листопада 1913, Каїр — †16 травня 2004, Баден) — популярна німецька актриса угорського походження. Знялася у багатьох мелодрамах, мюзиклах і кінооперетах. Танцівниця вар'єте, акторка оперети, виконавиця акробатичних і циркових номерів, учасниця шоу та музичних серіалів на телебаченні. Авторка мемуарів «Серце з перцем» (1974 рік).

## Життєпис
Справжнє ім'я Маріки Рек — Ілона Марія Керрер. Народилася у Каїрі. Дитячі роки Ілони пройшли у Будапешті, де вона вивчала музику, танці, спів та акробатику. В 1924 році почала танцювати у вар'єте «Мулен руж» у Парижі, у 1925 брала участь у спектаклях на Бродвеї. Після цього стала відомою широкому загалу Відня завдяки ролі у «Зірках манежу». Незабаром Ілона повертається до Будапешта. Тут вона також знялася у кіно — «Цілуй мене солодше», «Поїзд привидів», але великого успіху не мала.
У 1935 році акторка знімалася у кінострічці «Легка кавалерія» (режисер Георг Якобі). Відтоді вона вже не Ілона Керрер, а Маріка Рек. Цей фільм приніс Маріці значний успіх. Вона активно грала у фільмах виробництва німецької кіностудії «УФА» та австрійської «Відень-фільм». Усі фільми були легкими комедіями, без закрученого сценарію. Вона стала наулюбленішою акторкою нацистської Німеччини.
Не дивно, що після закінчення війни Маріку Рек відмовлялися запрошувати для участі у фільмах. Тільки через тривалий час її стали знімати на кіностудіях ФРН та Австрії. Маріка Рек продовжувала зніматися до 1981 року, а потім повернулася у театр. У 1992 року вона виступала у Будапештському театрі оперети, де виконувала запальні танці та найскладніші піруети.
Померла Маріка Рек 16 травня 2004 року на своїй вілі під Баденом неподалік Відня.

## Родина
1 Чоловік — режисер Георг Якобі (1882—1964).
- донька Габріела (1944)

2 Чоловік з 1968 року — композитор та режисер Фредерік Рауль (1910—1985)

## Цікаві факти
- Маріка Рек знялася у першому в Німеччині кольоровому повнометражному фільмі «Жінки — все ж найкращі дипломати» (1941 рік).
- Саме після Другої світової війни шанувальниками було створено багато клубів на честь Маріки Рек. Перший з них в Ганновері у 1953 році — «Міжнародний клуб Маріка-Рек».

## Фільмографія
- Цілуй мене солодше. 1932 рік.
- Поїзд привидів. 1933 рік.
- Легка кавалерія. 1935 рік.
- Студент-жебрак. 1936 рік.
- Гаспароне. 1937 рік.
- Карусель. 1937 рік.
- Ніч у травні. 1938 рік.
- Донька Єви. 1938 рік.
- Хело, Джанін. 1939 рік.
- Королева Чардаша. 1939 рік.
- Танок з кайзером. 1941 рік.
- Жінки — все ж найкращі дипломати. 1941 рік.
- 1944 : «Дівчина моєї мрії» / (Die Frau meiner Träume) — акторка Юлія Кестер

## Нагороди
- приз «Золота кінострічка» за багаторічну діяльність у кіно. 1981 рік.